# Parafia Wniebowzięcia Najświętszej Maryi Panny w Kruklankach
Parafia Wniebowzięcia Najświętszej Maryi Panny w Kruklankach – rzymskokatolicka parafia leżąca w dekanacie Giżycko – św. Krzysztofa należącym do diecezji ełckiej.
Erygowana w 1962. Mieści się przy ulicy 22 Lipca 28. Do parafii w Kruklankach należy również kaplica filialna Dobrego Pasterza w Możdżanach. W przeszłości istniała także kaplica w Jurkowie.

## Proboszczowie
- 1945–1957 – z Węgorzewa i Pozezdrza dojeżdżają ks. Nikodem Masłowski i ks. Czesław Ejsmont
- 1957–1966 – ks. Wiktor Borysiewicz
- 1966–1974 – ks. Stanisław Gadomski
- 1974–1984 – ks. kan. Franciszek Zdrodowski
- 1984–2007 – ks. kan. Mieczysław Śmiałek
- 2007–2010 – ks. kan. dr Jerzy Fidura
- 2010–2021 – ks. kan. mgr lic. Henryk Dąbrowski
- od 1 sierpnia 2021 – ks. mgr lic. Tomasz Gajda